# Импфондо
Импфондо (фр. Impfondo) — город в Республике Конго, центр департамента Ликуала. Расположен на высоте 327 м над уровнем моря. Население на 2010 год — 23 024 человека. В городе существует аэропорт.
Среднегодовая температура воздуха — 25,62°С. Годовая сумма осадков — 1756 мм. Больше всего их выпадает с августа по октябрь, меньше всего — с декабря по январь. Среднегодовая скорость ветра — 2,13 м/с.
| Показатель              | Янв.  | Фев.  | Март | Апр.  | Май   | Июнь  | Июль  | Авг.  | Сен. | Окт.  | Нояб. | Дек.  | Год   |
| ----------------------- | ----- | ----- | ---- | ----- | ----- | ----- | ----- | ----- | ---- | ----- | ----- | ----- | ----- |
| Средняя температура, °C | 25,64 | 26,13 | 25,9 | 25,74 | 25,97 | 26,11 | 26,06 | 25,79 | 25,1 | 24,87 | 24,9  | 25,26 | 25,62 |
| Норма осадков, мм       | 51    | 84    | 143  | 153   | 158   | 164   | 148   | 198   | 206  | 207   | 174   | 70    | 1756  |
| Источник: Gaisma        |       |       |      |       |       |       |       |       |      |       |       |       |       |